# چارلز پافی
چارلز پافی (انگلیسی: Charles Puffy; ۳ نوامبر ۱۸۸۴ – ۱۹۴۲ یا ۱۹۴۳) بازیگر اهل کشور مجارستان بود. وی بین سال‌های ۱۹۱۴ تا ۱۹۳۸ در ۱۳۴ فیلم بازی کرد.
از فیلم‌هایی که وی در آن نقش داشته‌است، می‌توان به دکتر مابوزه: قمارباز، سرنوشت، مردی که می‌خندد، چتر سنت پیتر، سرزمین بی زن و سرهنگ اشاره کرد.